# Las Chachalacas
Las Chachalacas är en ort i Mexiko.   Den ligger i kommunen Tamazunchale och delstaten San Luis Potosí, i den sydöstra delen av landet, 200 km norr om huvudstaden Mexico City. Las Chachalacas ligger 141 meter över havet och antalet invånare är 152.
Terrängen runt Las Chachalacas är kuperad åt sydost, men åt nordväst är den platt. Runt Las Chachalacas är det ganska tätbefolkat, med 86 invånare per kvadratkilometer. Närmaste större samhälle är Tamazunchale, 11,8 km väster om Las Chachalacas. I omgivningarna runt Las Chachalacas växer huvudsakligen savannskog.